# Creature Commandos (serie de televisión)
Creature Commandos es una serie de televisión animada para adultos estadounidense basada en DC Comics, que presenta al equipo del mismo nombre. Producida por DC Studios y Warner Bros. Animation, es la primera serie de televisión y la primera entrega en general del Universo DC (DCU). La trama se centra en un equipo de operaciones encubiertas compuesto por monstruos, reunidos por Amanda Waller. Todos los episodios fueron escritos por el creador James Gunn, con Dean Lorey como showrunner, mientras que Yves "Balak" Bigerel se desempeña como director supervisor.
Indira Varma, Sean Gunn, Alan Tudyk, Zoë Chao, David Harbour y Frank Grillo protagonizan la serie. Después de que James Gunn y Peter Safran se convirtieran en copresidentes y codirectores ejecutivos de DC Studios en noviembre de 2022, Gunn comenzó a escribir una nueva serie de televisión del DCU, que se reveló como Creature Commandos en enero de 2023. Para entonces, la producción de la serie ya había comenzado y el proceso de casting estaba en marcha. El elenco fue anunciado en abril. La animación de la serie está a cargo del estudio de animación francés Bobbypills.
Creature Commandos se estrenó en la plataforma de streaming Max el 5 de diciembre de 2024 con sus dos primeros episodios. La serie recibió críticas positivas de los críticos, que elogiaron las actuaciones de voz, la animación y la narrativa de Gunn. Forma parte del Capítulo Uno: Dioses y Monstruos del DCU. En diciembre de 2024, la serie fue renovada para una segunda temporada.

## Premisa
Amanda Waller reúne un equipo de operaciones encubiertas llamado Creature Commandos dirigido por Rick Flag Sr..

## Reparto y personajes

### Principal
- Indira Varma como The Bride: miembro de Creature Commandos[2]Esta versión tiene dos brazos, en lugar de cuatro como se muestra en los cómics, para simplificar su representación tanto en la animación como en la acción en vivo. El creador James Gunn consideró que la actuación de Varma agrega una "dimensión completamente diferente" al personaje, siendo increíble junto con Frankenstein de David Harbour.
- Sean Gunn como:[2][3]
  - G.I. Robot: Un miembro de Creature Commandos y androide militar cuyo propósito es matar nazis[2][3][4]La serie explora cómo GI Robot solo se sintió como en casa durante la Segunda Guerra Mundial. James Gunn dijo que había una "inocencia dulce y mecánica" en el personaje que no vio hasta la actuación de Sean. [5] Los primeros diseños para el personaje eran similares a un bote de basura y robots de ciencia ficción de la década de 1950 antes de que se decidiera el diseño final "más amigable y de ojos abiertos".[6]
  - Weasel: un metahumano parecido a una comadreja miembro de Creature Commandos y miembro del Escuadrón Suicida, que fue comparado con el Demonio de Tasmania de Looney Tunes. Gunn retoma el papel de El Escuadrón Suicida (2021)[2][7]Gunn dijo que la historia de fondo de Weasel se exploraría en la serie, que el showrunner Dean Lorey describió como "desgarradora, conmovedora y emotiva" de maneras que sorprenderían al público.
- Alan Tudyk como:
  - Alexander Sartorius / Doctor Phosphorus: miembro de Creature Commandos y un científico convertido en señor del crimen, que es permanentemente radiactivo[2][3]Los animadores consideraron modificar su esqueleto para mostrar expresiones, pero finalmente decidieron que su falta de expresiones le convenía al personaje. Incorporaron el efecto Kirby Krackle a la piel en llamas del personaje.
  - Will Magnus: Un científico especializado en robótica que estudió a G.I. Robot durante la década de 1960.[8]
  - Clayface: Un criminal que cambia de forma y cuyo cuerpo está hecho de arcilla. Tudyk ya prestó su voz a una versión del personaje de la serie animada Harley Quinn (2019-presente).[9]
- Zoë Chao como Nina Mazursky: Una miembro de Creature Commandos y un mutante con características acuáticas que solo puede respirar bajo el agua y se ve obligada a usar un traje de contención en tierra.[2][3]
- David Harbour como Eric Frankenstein: miembro de Creature Commandos e interés amoroso de la Novia[2][3]Al quitar detalles básicos de la novela Frankenstein (1818) de Mary Shelley, como su "andar torpe y gruñir", Gunn descubrió que Eric hablaba bien y era intelectual, pero que aún estaba impulsado por su rabia, su ira, su incapacidad de ser verdaderamente humano y el hecho de no ser amado por la persona que ama, lo que agregó muchos elementos interesantes junto con la representación del personaje en DC Comics. Los animadores le dieron al personaje emociones más complejas y una silueta más suave para reflejar mejor la actuación de Harbour, lo que, según Lorey, agregó una "dimensión completamente diferente" a su Frankenstein.
- Frank Grillo como Rick Flag Sr.:[10] el líder de Creature Commandos y padre del líder del Escuadrón Suicida Rick Flag Jr.[2][7]El showrunner James Gunn dijo que las apariciones de Flag en el DCU en proyectos como Superman y Peacemaker temporada 2 (2025) mostrarían a la audiencia diferentes ángulos del personaje, llamándolo "moralmente un ser humano complejo". [11] Según Grillo, Flag y Rostovic están en una relación romántica, y señaló una escena "candente, de clasificación X" que comparten los dos, describiéndola como un ejemplo de una mayor representación de las relaciones adultas en la serie.[12]

### Recurrentes
- Maria Bakalova como Princesa Ilana Rostovic: la heredera al trono de Pokolistan. Gunn desarrolló el personaje con Bakalova en mente, incluso haciendo que sea búlgara como la actriz. Bakalova fue la primera persona elegida para el nuevo DCU. [2]
- Anya Chalotra como Circe: una hechicera amazónica rebelde que busca convertirse en gobernante de su tierra natal, Themyscira.[13]
- Viola Davis como Amanda Waller: La líder de A.R.G.U.S. que reúne a los Creature Commandos.[1]
- Steve Agee como John Economos: Un agente de A.R.G.U.S. que es ayudante de Amanda Waller. Agee retoma su papel de El Escuadrón Suicida y Peacemaker (2022-presente)[2]
- Stephanie Beatriz como Aisla MacPherson: Una profesora que se especializa en el estudio de Themyscira.

### Invitados
- Peter Serafinowicz como Victor Frankenstein: un científico del siglo XIX, el creador de Eric y la novia, y el interés amoroso de esta última, quien fue asesinado por Eric por celos.
- Michael Rooker como Sam Fitzgibbon: un coleccionista de antigüedades y miembro de un grupo neonazi que, a pesar de su amistad, fue asesinado por G.I. en la década de 1990.
- Maury Sterling como el sargento Franklin Rock: el líder de la Compañía Easy que luchó en la Segunda Guerra Mundial.[14]
- Robbie Daymond como Little Sure Shot: Un miembro de la Compañía Easy que luchó en la Segunda Guerra Mundial.
- Paul Ben-Victor como Bulldozer: Un miembro de la Compañía Easy que luchó en la Segunda Guerra Mundial.
- Linda Cardellini como Elizabeth Bates: la abogada de Weasel.
- Jason Konopisos como Congorilla: un gorila parlante de pelaje amarillo y un recluso de Belle Reve que es asesinado por la Novia por insultar a Nina.
- Shohreh Aghdashloo como Madam Gyurov: la dueña de un burdel en Pokolistan.
- Benjamin Byron Davis como Rupert Thorne: un jefe de la mafia de Gotham City qable de la transformación del Doctor Phosphorus. [15]
- Gregg Henry como Edward Mazursky: un científico de Star City y el padre de Nina. [16]
- Joy Osmanski como Lily Mazursky: la madre de Nina y la esposa de Edward.
- Diedrich Bader como Nanaue / King Shark: un híbrido de tiburón y humano, recluso de Belle Reve y miembro del Escuadrón Suicida y la segunda iteración de la Fuerza Especial M. El personaje fue previamente interpretado por Sylvester Stallone en The Suicide Squad.

## Episodios
| N.º | Título                                             | Dirigido por | Escrito por | Fecha de lanzamiento original |
| --- | -------------------------------------------------- | ------------ | ----------- | ----------------------------- |
| 1 | «The Collywobbles» «Dolor de estómago»             | Matt Peters  | James Gunn  | 5 de diciembre de 2024        |
| En 2023, la nación de Pokolistan es atacada por la hechicera Circe. La líder de A.R.G.U.S. Amanda Waller encarga al general Rick Flag Sr. que lidere un equipo de combatientes no humanos, con el nombre en código "Fuerza Especial M", para ingresar a Pokolistan y ayudar a su heredera, la princesa Ilana Rostovic, a detener a Circe y sus seguidores, los Hijos de Themyscira. El equipo está formado por The Bride, el Doctor Phosphorus, G.I. Robot, Weasel y Nina Mazursky. Después de conocer a Rostovic, Flag y el equipo se instalan en su castillo. Más tarde esa noche, Phosphorus se cuela en la habitación de Flag para robar su detonador remoto, lo que le permite a Flag aplicar descargas eléctricas a los demás si desobedecen las órdenes. Flag y Phosphorus tienen un altercado, que gana el primero. Mientras tanto, the Bride, seguida por una reticente Nina, se escapa del castillo y se dirige a su lugar de nacimiento, una mansión abandonada. Una anciana que vive cerca notifica a Eric Frankenstein sobre su aparición. |                                                    |              |             |                               |
| 2 | «The Tourmaline Necklace» «El collar de Turmalina» | Sam Liu      | James Gunn  | 5 de diciembre de 2024        |
| En 1831, Eric le pide a su creador, el Dr. Victor Frankenstein, que le cree una novia a partir de cadáveres femeninos. Después de hacerlo con éxito, Víctor le enseña a the Bride cómo hablar y funcionar normalmente, para consternación de Eric. A pesar de sus avances, the Bride sigue temerosa de su presencia, lo que le hace huir. Algún tiempo después, Víctor le regala un collar de turmalina. Los dos se enamoran y tienen relaciones sexuales, de lo que Eric es testigo. Posteriormente, Eric asesina a Víctor, lo que hace que the Bride lo ataque. En la pelea que sigue, la mansión de Víctor se incendia y the Bride huye. En los siglos intermedios, Eric persiguió a the Bride por todo el mundo a pesar de que ella lo rechazaba cada vez que la encontraba. En el presente, the Bride y Nina buscan el collar en la mansión de Víctor. Sin embargo, son atacadas por Circe, quien fue alertada de su presencia por sus seguidores. The Bride y Circe pelean, aunque esta última finalmente gana. Nina contacta a Flag para pedir ayuda, pero uno de los Hijos le dispara al casco, rompiéndolo y dejándola incapaz de respirar. Luego, los Hijos capturan a Nina y a the Bride.                                                                                  |                                                    |              |             |                               |
| 3 | «Cheers to the Tin Man» «Ánimo hombre de hojalata» | Matt Peters  | James Gunn  | 12 de diciembre de 2024       |
| En flashbacks, G.I. Robot se une a la Compañía Easy en la lucha durante la Segunda Guerra Mundial. En la década de 1960, el gobierno de los Estados Unidos entrega al G.I. fuera de servicio al científico Will Magnus para su estudio. En la década de 1990, G.I. es encontrado en una tienda de antigüedades por el coleccionista Sam Fitzgibbon, quien lo acepta en su casa. Finalmente, G.I. se entera de que Sam es parte de un grupo neonazi y lleva a cabo su directiva: matar a todos los nazis y sus aliados. Después de matar a Sam, entre otros neonazis, GI es arrestado y sentenciado a prisión en Belle Reve. En el presente, la Fuerza Especial M llega a la mansión de Victor y rescata a Nina y The Bride, pero Flag se da cuenta de que fue una artimaña para que Circe y los Hijos atacaran el castillo de Rostovic. El equipo regresa para encontrar el castillo bajo asedio, pero rápidamente despacha a los Hijos con la ayuda de G.I. Circe destruye a G.I. y casi mata a Rostovic antes de que Weasel y Phosphorous la detengan. Una Circe derrotada exclama que la Fuerza Especial M ha condenado al mundo al detenerla. |                                                    |              |             |                               |
| 4 | «Chasing Squirrels» «Persiguiendo ardillas»        | Sam Liu      | James Gunn  | 19 de diciembre de 2024       |
| En flashbacks, Weasel se encuentra con ocho niños de la escuela y se hace amigo de ellos. Un anciano intenta matarlo, creyendo que es una amenaza para ellos. En el conflicto que sigue, el hombre provoca una explosión que lo mata a él y a la mayoría de los niños. Weasel intenta salvar a la última niña, pero es arrestado e incriminado por las muertes mientras la niña muere. En el presente, la Fuerza Especial M regresa a Belle Reve, donde Flag, Waller y el agente de A.R.G.U.S. John Economos interrogan a Circe, quien le muestra a Waller una visión de un futuro apocalíptico donde Rostovic y su ejército derrocan a varias naciones y matan a superhéroes. Después de verificar el poder de Circe con la profesora Aisla MacPherson, Waller le ordena a Flag que regrese con el equipo a Pokolistan para matar a Rostovic. Cuando se niega, Waller le asigna a la Novia liderar el equipo en lugar de Flag. Flag regresa a casa, donde es emboscado por Eric, quien ha estado siguiendo en secreto al equipo y llegó a creer que la Novia está enamorada de él. Flag aclara el malentendido y ambos acuerdan trabajar juntos para evitar que el equipo mate a Rostovic y reunir a Eric con la Novia.                                                              |                                                    |              |             |                               |
| 5 | «The Iron Pot» «La olla de hierro»                 | Matt Peters  | James Gunn  | 26 de diciembre de 2024       |
| En 1831, tras el incidente en la mansión de Victor, Eric es recuperado por Bogdana, una anciana gitana, que lo cuida hasta que recupera la salud. Después de recuperarse por completo, Eric se propone encontrar a The Bride a pesar de que Bogdana intenta convencerlo de que ella no lo ama. Como resultado, Eric mata a Bogdana para que no tenga que vivir sola. En el presente, Eric y Flag investigan la casa de MacPherson y encuentran su cadáver, lo que los lleva a creer que la MacPherson que habló con Waller era un impostor. Flag llama a Rostovic y le informa sobre el regreso de la Fuerza Especial M para asesinarla. Mientras tanto, el equipo es escoltado por los Caballeros Amatista de Rostovic, pero se ven obligados a luchar contra ellos después de que se les ordena detener al grupo. El falso MacPherson regresa y se revela como Clayface. Flag y Eric intentan escabullirse, pero son atrapados por Clayface. En la batalla que sigue, Eric derrota a Clayface usando cables eléctricos, aunque Flag resulta gravemente herido. Antes de desmayarse, Flag convence a Eric de que le diga la verdad a the Bride. |                                                    |              |             |                               |
| 6 | «Priyatel Skelet»                                  | Sam Liu      | James Gunn  | 2 de enero de 2025            |
| En flashbacks, el científico nuclear Alexander Sartorius acepta trabajar con el jefe de la mafia Rupert Thorne para desarrollar una cura para el cáncer mediante la fusión nuclear. Sin embargo, Alex se da cuenta de sus verdaderas intenciones y lo traiciona. Al descubrir esto, Thorne hace que maten a la familia de Alex, lo incrimina por sus crímenes e intenta matar a Alex con su equipo nuclear. En cambio, Alex se convierte en un metahumano radiactivo. Tomando el nombre de "Doctor Phosphorus", mata a Thorne y se hace cargo de su imperio criminal hasta que Batman lo captura y lo lleva a Belle Reve. En el presente, Eric envía a Flag a un hospital y secuestra un jet privado para llegar a Pokolistan. Al mismo tiempo, Phosphorus se encuentra con una niña pokolistani, que le recuerda a su hija, mientras que la Novia y Nina encuentran refugio en un burdel. En otro lugar, Weasel escapa a un bosque, donde se hace amigo de una manada de lobos antes de dejarlos para encontrar a Rostovic, quien le recuerda a uno de los niños con los que se hizo amigo. Mientras Rostovic reúne sus fuerzas, la Fuerza Especial M se reúne fuera de su castillo.                                                                                                 |                                                    |              |             |                               |
| 7 | «A Very Funny Monster» «Un monstruo muy divertido» | Matt Peters  | James Gunn  | 9 de enero de 2025            |
| En flashbacks, Nina nace con sus pulmones fuera de su cuerpo. Su padre, Edward, construye un dispositivo para ayudarla a respirar antes de experimentar con ella, solo para convertirla en una mutante pez. Después de años de educarla en casa, la inscribe en una escuela privada para ayudarla a socializar. Sin embargo, otros estudiantes la acosan, lo que la lleva a huir y vivir en las alcantarillas de Star City hasta que es capturada por la policía. Edward intenta intervenir, pero es asesinado. En el presente, Eric encuentra a la Fuerza Especial M, pero la Novia le dispara y lo deja por muerto. Al encontrar a Rostovic, le encargan a Nina que la asesine, pero Weasel alerta a Rostovic, quien mata a Nina. Los demás casi son capturados antes de que Waller los contacte, después de enterarse del engaño de Clayface. La Novia confronta en privado a Rostovic, revelando que aprendió cómo usó a Clayface para engañar a Flag antes de matarla. Algún tiempo después, la Novia, Phosphorus, Nosferata, Khalis, Weasel, un G.I. reconstruido y King Shark forman una nueva iteración de la Fuerza Especial M. En una escena posterior a los créditos , Eric se recupera de sus heridas y se refugia con la anciana que vive cerca de la mansión de Víctor. |                                                    |              |             |                               |

## Producción

### Antecedentes

Logo del Universo DC - DCU.

James Gunn fue contratado en octubre de 2018 para escribir y dirigir El Escuadrón Suicida (2021),  una secuela independiente de la película del Universo extendido de DC (DCEU) Escuadrón Suicida (2016) que conservaba a algunos miembros del reparto pero que, por lo demás, contaba su propia historia.  Trabajó con el productor Peter Safran, que también produjo las películas del DCEU Aquaman (2018) y ¡Shazam! (2019).  Más tarde ampliaron El Escuadrón Suicida en una serie de televisión spin-off, Peacemaker (2022-presente), para el servicio de streaming HBO Max.  WarnerMedia (la empresa matriz de Warner Bros.) y Discovery, Inc. se fusionaron en abril de 2022 para convertirse en Warner Bros. Discovery (WBD), dirigida por el presidente y director ejecutivo David Zaslav. Se esperaba que la nueva empresa reestructurara DC Entertainment y Zaslav comenzó a buscar un equivalente al presidente de Marvel Studios, Kevin Feige, para dirigir la nueva división.  Gunn y Safran fueron anunciados como copresidentes y codirectores ejecutivos de la recién creada DC Studios a finales de octubre de 2022.  Una semana después de comenzar sus nuevas funciones, la pareja había comenzado a desarrollar un plan de ocho a diez años para un nuevo Universo DC (DCU) que sería un "reinicio suave" del DCEU. Gunn y Safran dijeron que algunos miembros del reparto de El Escuadrón Suicida y Peacemaker regresarían en el DCU, y que quedaría un "recuerdo aproximado" de los acontecimientos de esos proyectos.

### Desarrollo
Gunn reveló que estaba escribiendo una nueva serie de televisión del DCU en enero de 2023. El 31 de enero, Gunn y Safran desvelaron los primeros proyectos de la lista del DCU, que comienza con el Capítulo Uno: Dioses y Monstruos. El primer proyecto de la lista era Creature Commandos, una serie de animación para HBO Max basada en un equipo de operaciones encubiertas del mismo nombre con varios monstruos de DC Comics. Gunn ya había escrito los siete episodios y la serie había comenzado su producción. Se espera su estreno como un "aperitivo" del DCU antes de la película Superman, . Gunn sintió que la serie era parte integral de su visión para el DCU, estableciendo el hecho de que los personajes serían tratados de manera consistente en diferentes medios en el futuro.  Warner Bros. Animation coproduce la serie.Los productores ejecutivos incluyen a Gunn y Safran de DC Studios, Sam Register de Warner Bros. Animation y Dean Lorey, con Yves "Balak" Bigerel como director supervisor y Rick Morales de Warner Bros. Animation como productor supervisor. 
Lorey y Gunn habían hablado de una posible segunda temporada para noviembre de 2024, pero Lorey dijo que dependía de que Gunn tuviera tiempo para escribir más guiones. Gunn dijo que quería que Lorey y otros que trabajaron en la primera temporada regresaran, incluso si la historia continuaba en un formato diferente, como una película de Creature Commandos en lugar de una segunda temporada.  Antes del final de la primera temporada, se anunció que Max había dado luz verde a una segunda temporada en diciembre de 2024.

### Escritura
Creados para Weird War Tales #93 (1980) por J. M. DeMatteis y Pat Broderick, Creature Commandos era originalmente un equipo de monstruos que luchaban contra los nazis durante la Segunda Guerra Mundial. La serie muestra una versión moderna del equipo reunido por Amanda Waller, y está formado por los personajes Rick Flag Sr., Nina Mazursky, Doctor Phosphorus, Eric Frankenstein, la Novia de Frankenstein, G.I. Robot y Weasel. Gunn dijo que la Novia de Frankenstein era el personaje principal de la serie. Waller, Weasel y el hijo de Flag, Rick Flag Jr. aparecieron anteriormente en El Escuadrón Suicida. 
El actor de Weasel, Sean Gunn, dijo que la historia del personaje se exploraría en la serie. Cada episodio se centra en un miembro diferente del equipo. En su discurso para la serie, Gunn lo describió como oscuro, "humorístico pero nunca tonto", y poco sentimental, con temas adultos y políticos. Fue influenciado por Universal Classic Monsters, la serie de manga Golgo 13 y las películas de guerra de los años 60, aunque las caracterizaciones de Frankenstein y la Novia se inspiraron en la novela original de Frankenstein (1818) de Mary Shelley en lugar de la película Frankenstein de Boris Karloff (1931).  Grillo dijo que la serie era "hard R" con un tono "divertido y sucio".  Morales lo describió como un "giro macabro" en conjuntos de acción como la película The Dirty Dozen (1967) y la serie The A-Team (1983-1987).  Gunn comparó la serie con The Suicide Squad y su película del Universo Cinematográfico de Marvel (MCU) Guardianes de la Galaxia (2014), señalando que ambas se centran en "marginados, tipos irregulares y bichos raros", pero Creature Commandos es menos sentimental que Guardianes de la Galaxia debido a las diferentes lealtades morales de cada equipo.

### Casting
Gunn y Safran dijeron que Viola Davis retomaría su papel de Amanda Waller de El Escuadrón Suicida y Peacemaker en el DCU, y se confirmó que pondría voz al personaje en Creature Commandos con el anuncio de la serie. Gunn y Safran tenían la intención de contratar a actores que pudieran poner voz a los personajes de la serie y también interpretarlos en los proyectos de imagen real del DCU; por ello, los actores realizaron audiciones ante la cámara para la serie, en lugar de la voz en off habitual en la animación. El casting estaba casi terminado a finales de febrero de 2023.  En abril, se anunció el reparto, con Frank Grillo como Flag, Maria Bakalova como Princesa Ilana Rostovic (un personaje original creado para la serie), Zoë Chao como Mazursky, Alan Tudyk como Doctor Phosphorus, David Harbour como Frankenstein, Indira Varma como la Novia de Frankenstein, Sean Gunn como G.I. Robot además de volver como Weasel de El Escuadrón Suicida, y Steve Agee retomando su papel como John Economos de El Escuadrón Suicida y Peacemaker. Para entonces, Gunn declaró que algunos de los actores ya estaban planeados para apariciones en imagen real, con Grillo en todos los medios del DCU, ya que era un actor con el que deseaba trabajar durante mucho tiempo. Gunn dijo que Bakalova fue la primera persona elegida para el DCU, y le envió un mensaje de texto porque habla búlgaro , siendo ese un requisito para los contratados.  James Gunn dijo que Harbour fue su primera opción para Frankenstein, hablando sobre el motivo de su elección, Harbour admitió "está en mi timonera que si tienes una persona grande con el funcionamiento interno de un niño de 4 años que hace rabietas, es cuando vas a querer conseguir a David Harbour".
La grabación de voz comenzó en mayo de 2023  y se completó en agosto de ese año.  En noviembre de 2023, se informó que Anya Chalotra había sido elegida para interpretar a Circe,  lo que Gunn confirmó en enero de 2024.  Gunn se desempeñó como director de voz de los actores principales.  En octubre de 2024, Gunn reveló que Michael Rooker, Gregg Henry, Linda Cardellini, Peter Serafinowicz y Benjamin Byron Davis aparecerían en la serie en papeles invitados

### Animación
La producción de la serie estaba en marcha a finales de enero de 2023. Gunn dijo que la animación era una forma de "contar historias que son gigantescas, pero sin gastar, ya sabes, 50 millones de dólares por episodio". El estudio de animación Bobbypills trabaja en la animación de la serie.Para febrero de 2024, las animaciones iniciales se habían terminado y la imagen estaba bloqueada. Gunn dijo que se estaba trabajando en "finales animados elaborados".  Gunn dijo que "cada proyecto de DC Studios será algo propio" estéticamente, y que si bien los proyectos eran parte de un universo conectado, no se impondría una estética general.  Lorey dijo que el estilo visual de Creature Commandos era "europeo del este", con los pies en la tierra pero estilizado.  Los diseñadores inicialmente rediseñaron la prisión de Belle Reve para que fuera un "hermoso lugar gótico en la cima de una colina", pero Gunn les dijo que tenía que coincidir con el diseño de "edificio aburrido y monótono" visto en El Escuadrón Suicida. Las nuevas ubicaciones, como la mansión de Frankenstein, presentan diseños más cercanos al aspecto original de Belle Reve.

### Música
En agosto de 2024, Gunn reveló que Kevin Kiner y Clint Mansell estaban componiendo la banda sonora de la serie. La pareja ya había compuesto la banda sonora de la primera temporada de Peacemaker.  Al desarrollar la serie, Gunn creó un "panel de estado de ánimo musical" inspirado en las obras de Gogol Bordello y las Muñecas de Dresde.

## Lanzamiento
Creature Commandos se estrenó en el servicio de streaming Max, sucesor de HBO Max, el 5 de diciembre de 2024, con sus dos primeros episodios. Los otros cinco episodios de la primera temporada fueron lanzados semanalmente, finalizando su lanzamiento el 9 de enero de 2025. Forma parte del Capítulo Uno: Dioses y Monstruos del DCU.

## Recepción
Las críticas de Creature Commandos fueron positivas.  En el sitio web de agregación de reseñas Rotten Tomatoes, el 95% de las 39 reseñas de los críticos son positivas, con una calificación promedio de 7.9/10. El consenso del sitio web dice: "Con la inclinación característica del escritor James Gunn por el humor estrafalario y los personajes adorables, Creature Commandos marca un debut auspicioso para el DCU".  Metacritic, que utiliza un promedio ponderado , le asignó a la película una puntuación de 74 sobre 100, basada en 12 críticos, lo que indica críticas "generalmente favorables".